# Акараже
Акараже (порт. acarajé) — блюдо из очищенного коровьего гороха, которому придаётся круглая форма и которое затем жарится на пальмовом масле, одно из традиционных блюд бразильской и нигерийской кухни. В качестве начинки и дополнительных ингредиентов могут служить жареные креветки, орехи кешью, салат, зелёные и красные помидоры, острый перечный соус, фасоль, имбирь, чеснок и так далее.
Это блюдо наиболее распространено в Баие, северо-восточном штате Бразилии, особенно в городе Салвадор, в качестве уличной еды, а также известно в большинстве районов Нигерии, Ганы, Того и Бенина. В Бразилии оно появилось после начала ввоза туда рабов из Западной Африки в XVI веке.
В бразильском штате Баия существует целая социальная группа продавщиц акараже, называемые байанас (baianas); почти все они являются женщинами-афробразильянками и носят специфическую одежду: белые ситцевые платья, платки, шапки особой формы, красочные ожерелья. Их зазывные кричалки и образ как таковой стали частью культуры этого бразильского штата.